# Alexander Widau
Alexander Widau (* 10. September 2003) ist ein deutscher Snookerspieler, der 2021 die deutsche Snooker-Meisterschaft gewinnen konnte.

## Karriere
Widau ist Mitglied des 1. DSC Hannover und tritt für den Verein seit der Saison 2018/19 auch in den deutschen Ligawettbewerben an. 2019 debütierte er auch in nationalen Einzelwettbewerben, schied aber zunächst sowohl bei der deutschen U18-Meisterschaft 2019 als auch bei mehreren Events des German Grand Prix in der Gruppenphase aus. Im Oktober 2020 erreichte er erstmals die Finalrunde eines Events des German Grand Prix. Erst im Achtelfinale schied er aus, als er sich Richard Wienold geschlagen geben musste. 2021 feierte er mit dem Gewinn der U18-Meisterschaft einen ersten großen Erfolg. Anschließend gewann der zu diesem Zeitpunkt 18 Jahre alte Widau gegen Soner Sari auch die deutsche Snooker-Meisterschaft der Herren. Diesen Triumph bezeichnete Thomas Hein als „faustdicke Überraschung“, die Widau durch ein „gutes spielerisches und taktisches Paket“ gelungen sei.
Anfang 2022 setzte er seine Erfolgsserie fort, als er das Halbfinale der U21-Amateurweltmeisterschaft erreichte. Auf seinem Weg dahin besiegte er den Pakistani Ahsan Ramzan, der nur wenige Tage später Amateur-Weltmeister wurde. Daraufhin verschlechterten sich seine Ergebnisse jedoch; sowohl bei der U21- als auch bei der Herren-EM schied er früh aus, bei der U21-WM überstand er nicht einmal die Gruppenphase. Erst bei der deutschen Meisterschaft derselben Altersklasse konnte er erneut ein Finale erreichen, das er gegen Fabian Haken verlor. Beim anschließenden Herrenturnier schied er im Viertelfinale aus und verpasste somit die Titelverteidigung. Wie bereits im Vorjahr verlor Widau auch 2023 bei der U21-EM in der Runde der Letzten 32. Im Juni konnte er bei der deutschen Meisterschaft in der Variante Six-Red-Snooker erneut einen Titel gewinnen. Nur einen Monat später feierte er einen weiteren Erfolg, als er sich bei der U21-WM erst im Finale dem Waliser Liam Davies geschlagen geben musste. Auch bei der deutschen Meisterschaft erreichte er das Endspiel, das er gegen Richard Wienold verlor.
Nach einer Achtelfinalteilnahme bei der U21-EM und mehreren Turniersiegen bei der German-Grand-Prix-Serie erreichte Widau 2024 erneut das Finale der U21-WM; dieses Mal verlor er im Finale gegen den Polen Michał Szubarczyk. Wenige Monate später folgte mit einem Sieg über Christian Richter sein erster deutscher Meistertitel in dieser Altersklasse.
Bei den World Games 2025 im chinesischen Chengdu gewann er als deutscher Vertreter mit Siegen über Ali Al Obaidli und Muhammad Asif die Bronzemedaille.

## Erfolge
| Ausgang         | Jahr | Turnier                               | Finalgegner       | Ergebnis |
| --------------- | ---- | ------------------------------------- | ----------------- | -------- |
| Amateurturniere |      |                                       |                   |          |
| Sieger          | 2021 | Deutsche U18-Meisterschaft            | Marec Stachly     | 3:0      |
| Sieger          | 2021 | Deutsche Snooker-Meisterschaft        | Soner Sari        | 4:2      |
| Zweiter         | 2022 | German Grand Prix – Event 5           | Fitim Haradinaj   | 3:4      |
| Zweiter         | 2022 | Deutsche U21-Meisterschaft            | Fabian Haken      | 2:4      |
| Zweiter         | 2023 | German Grand Prix – Event 4           | Felix Frede       | 2:3      |
| Sieger          | 2023 | Deutsche 6-Reds-Snooker-Meisterschaft | Felix Frede       | 5:0      |
| Zweiter         | 2023 | IBSF U21-Snookerweltmeisterschaft     | Liam Davies       | 2:5      |
| Zweiter         | 2023 | Deutsche Snooker-Meisterschaft        | Richard Wienold   | 0:4      |
| Sieger          | 2023 | German Grand Prix – Event 2           | Omar Alkojah      | 3:2      |
| Sieger          | 2024 | German Grand Prix – Event 3           | Mychajlo Larkow   | 3:0      |
| Sieger          | 2024 | German Grand Prix – Event 4           | Mychajlo Larkow   | 3:0      |
| Zweiter         | 2024 | IBSF U21-Snookerweltmeisterschaft     | Michał Szubarczyk | 1:5      |
| Sieger          | 2024 | German Grand Prix – Event 1           | Sybren Sokolowski | 3:2      |
| Sieger          | 2024 | Deutsche U21-Meisterschaft            | Christian Richter | 3:0      |